# Ора (Росія)
О́ра (рос. Ора) — село у складі Орського міського округу Оренбурзької області, Росія.

## Населення
Населення — 400 осіб (2010; 364 у 2002).
Національний склад (станом на 2002 рік):
- казахи — 43 %
- росіяни — 37 %